# Osmani Nagar
Pour les articles homonymes, voir Osmani.
Osmani Nagar (en bengali : ওসমানী নগর) est une upazila du Bangladesh dans le district de Sylhet. En 2014, on y dénombrait 201 054 habitants.